# 山口県立周防大島高等学校
山口県立周防大島高等学校（やまぐちけんりつ すおうおおしま こうとうがっこう）は、山口県大島郡周防大島町の公立高等学校。

## 概要
2007年（平成19年）4月に、山口県立安下庄高等学校と山口県立久賀高等学校を統合して開校した。安下庄高校で行われていた連携型中高一貫教育も引き続き行われている。
2014年（平成26年）の新入生から福祉科を改編し、全国初の学科となる地域創生科が設置された。普通科には特別進学・普通・環境の3コース、地域創生科には福祉・ビジネスの2コースを設置。なお、同時に生徒を全国から募集開始した。2016年（平成28年）福祉専攻科を設置。
2023年(令和5年)9月21日に山口県立大学は、山口県教育委員会に「山口県立周防大島高等学校」を本学附属高等学校とし、設置者変更をお願いしたい旨、要望した。これに対して、同年11月24日に山口県教育委員会から、当該要望に関して承認する旨の回答があった。これを踏まえ、同年12月1日に「山口県立大学附属高等学校設置準備室」を設置し、令和8年4月の開校を目標に準備を進めている。

## 学科
- 普通科・地域創生科 - 安下庄校舎（旧：安下庄高等学校）
- 福祉専攻科 - 久賀校舎（旧：久賀高等学校）

## 出身者
- 藤谷洸介 - プロ野球選手（阪神）
- 小佐一季 - お笑いコンビ（鉄人小町）

旧・山口県立安下庄高等学校
- 豊田久吉（水泳選手、ロサンゼルスオリンピック金メダリスト）
- 星野哲郎（作詞家）
- 森福都（作家）
- 田畑治（心理学者）

旧・山口県立久賀高等学校
- 益田昭雄 - プロ野球選手（巨人、西鉄）
- 吉田正昭 - プロ野球選手（東映）